# نيل وود (مؤرخ)
نيل وود (بالإنجليزية: Neal Wood)‏ هو مؤرخ وعالم سياسة أمريكي، ولد في 10 سبتمبر 1922 في لوس أنجلوس في الولايات المتحدة، وتوفي في 17 سبتمبر 2003 في ديفون في المملكة المتحدة.